# Maria Teresa Ledóchowska

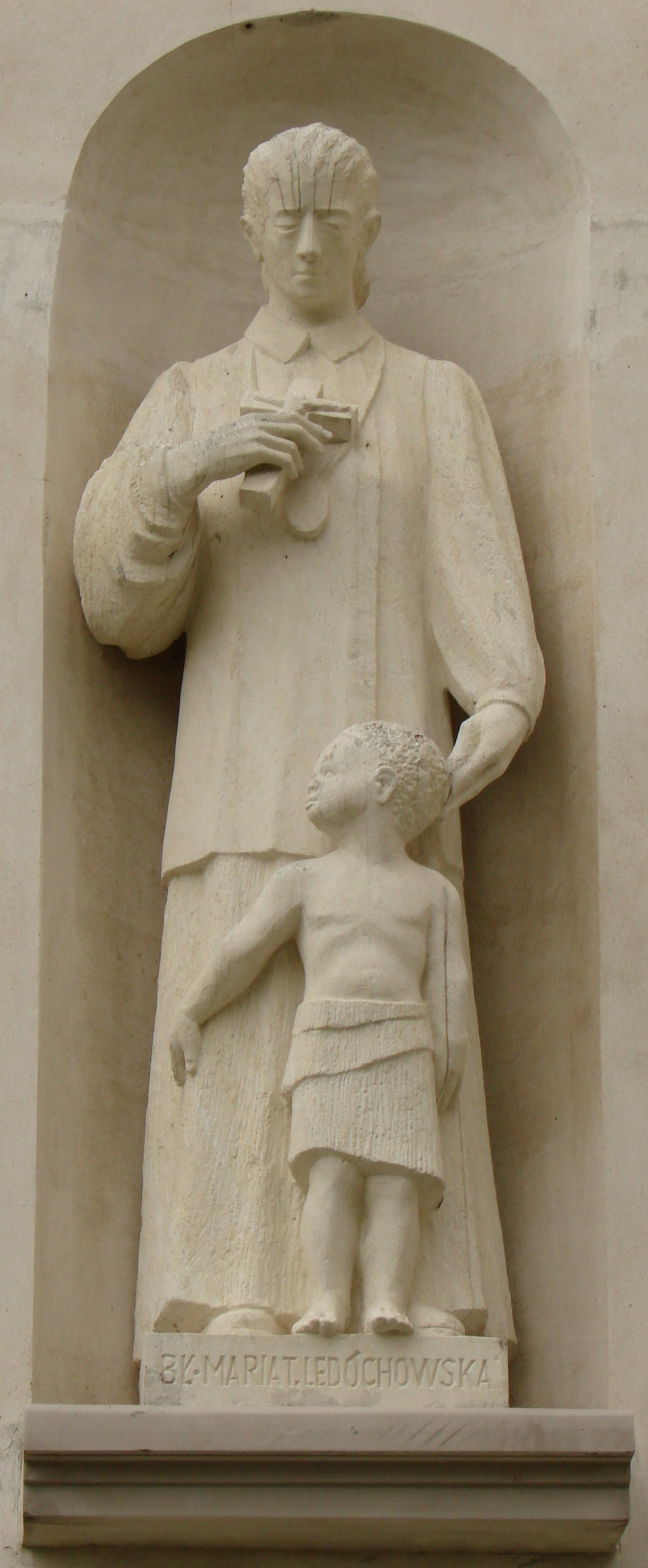
Socha Marie Teresy Ledochówskej v kostole sv. Josefa v Muszyne

Blahoslavená Maria Teresa Ledóchowska (29. dubna 1863, Loosdorf, Rakousko – 6. července 1922, Řím, Itálie) byla polská misionářka a zakladatelka Kongregace sester misionářek sv. Petra Klawera. Katolická církev ji uctívá jako blahoslavenou

## Život

### Dětství a mládí
Narodila se jako nejstarší z devíti dětí v polské šlechtické rodině, jejími rodiči byli hrabě Antoni Ledóchowski (1823-1885, syn generála Ignáce Ledóchowského) a Józefina Salis-Zizers (1831-1909) ze švýcarského rytířského rodu.
Jako dítě prokázala fenomenální paměť a vynikající talent v oblasti literatury, hudby a malířství. Rodina jí poskytla důkladné vzdělání. Ve škole na sebe upozornila inteligencí a svými schopnostmi, avšak na rozdíl od svých veselých vrstevníků byla uzavřené povahy. V roce 1873 její rodiče přišli o veškerý majetek vzhledem k úpadku společnosti, do jejíž akcií investovali, a rodina se přestěhovala do Sankt Pölten, kde Maria studovala v ústavu anglických panen.
Školu ukončila v roce 1877 s vynikajícím prospěchem. Už v šestnácti letech vydávala vlastní časopis pro mládež a napsala knihu Moje Polsko. V roce 1883 se z Rakouska, kde prožila dětství, přestěhovala s rodinou do Polska, kde její otec koupil statek ve vesnici Lipnica Murowana. V roce 1885 se v této vesnici rozmohly neštovice; zatímco její otec nákaze podlehl, Maria přes nebezpečí smrti nakonec nemoc přestála, avšak se znetvořenou tváří. Proto se stala dvorní dámou u toskánské velkovévodkyně Alice Bourbonsko-Parmské v Salcburku.

### Misionářská činnost
Po setkání s františkánkami misionářkami a přečtení spisů Charlese Martiala kardinála Lavigerieho o otroctví, s nímž se v roce 1889 setkala ve Švýcarsku, se začala věnovat africkým misiím a boji proti otroctvím černochů a později (v roce 1889) dvůr opustila, aby se této své činnosti mohla věnovat naplno. Její aktivity v tomto směru spočívaly především v pomoci misiím, intenzivní publikační a přednáškové činnosti a získávání misionářů v evropských zemích pro jejich vyslání do Afriky. V roce 1888 založila spolek pro boj proti otroctví v Africe. Dále založila tiskárnu sloužící šíření náboženské literatury v Africe a napsala řadu divadelních her k potírání otroctví (např. Černoška Zaida).
Účinně přispívala k šíření znalostí o afrických misiích, a to i prostřednictvím vydávání časopisů Echo Afriky (pro dospělé) a Černoušek (pro mladé) v devíti evropských jazycích. V roce 1900 uspořádala ve Vídni protiotrokářský kongres.
Díky svým aktivitám se jí podařilo získat značné finanční prostředky, jakož i bohoslužebné předměty a knihy, které posloužily podpoře misijní práce v Africe. Dne 29. dubna 1894 založila v Salcburku Sodalitu sv. Petra Clavera pro africké misie, která se složením řeholních slibů zakladatelky a některých dalších zúčastněných stala 8. září 1897 (podle jiných pramenů 9. září 1895 nebo 1896) novou řeholní kongregací (její ústava byly schválena Svatým stolcem 7. března 1910, až do druhé poloviny 20. století však zůstala sodalita přičleněna k Řádu menších bratří).
Zemřela v pověsti svatosti a byla pohřbena 10. července 1922 na hlavním římském hřbitově při bazilice sv. Vavřince. V roce 1934 byly její ostatky přeneseny do hlavního domu sodality.
Dne 19. října 1975 byla papežem sv. Pavlem VI. prohlášena za blahoslavenou. Tentýž papež ji pak na žádost polských biskupů prohlásil 20. ledna 1976 patronkou díla misijní spolupráce v Polsku.

Pro své zásluhy v oblasti misií a boje proti otroctví byla nazývána „Matkou Afriky“, ačkoliv v Africe nikdy nebyla. Její svátek se slaví 6. července, v den její smrti. Po druhém vatikánském koncilu rozšířily sestry klaveriánky svou činnost také na hlásání evangelia na dalších kontinentech.

## Příbuzní
- strýc Mieczysław Halka-Ledóchowski (1822-1902), polský kardinál
- bratr Włodzimierz Ledóchowski SJ (1866-1942), generální představený Tovaryšstva Ježíšova
- sestra sv. Urszula Ledóchowska (1865-1939), zakladatelka Kongregace sester uršulinek Srdce Ježíše Umírajícího)
- bratranec Zikmund Václav hrabě Halka-Ledóchowski (1861-1944), probošt Metropolitní kapituly u svatého Václava v Olomouci